# 楊熙昌
楊熙昌，字缉庵，江寧（今南京）人，中國教育學家。

## 生平
楊熙昌，於光緒二十八年（1902年）鄉試中舉，歷任元寧（上元、江寧）縣學，於宣统元年（1909年）繼任暨南學堂堂長，卒年54歲。
任暨南堂長時期，為暨南製作了第一首校歌，歌詞是請康有為撰寫的，音樂教師王女士譜曲，其歌詞有云:
“爪島殖民本我先，胡為父老竟酣眠，讓人著先鞭，……誓為祖國張海權，大任在吾肩，喚起僑魂風雲變，錦繡好山川。”